# 深圳后棱蛇
深圳后棱蛇（学名：Opisthotropis shenzhenensis），一种于中国广东省深圳市发现的爬行动物，隶属于游蛇科后棱蛇属。其种加词“shenzhenensis”意为“广东省深圳市的”。

## 形态特征
深圳后棱蛇头部及身体背部呈橄榄绿色，身体上的鳞片都具有黑边，形成致密的网状结构；外侧第二、三列鳞片具有黄点，最外侧的那行鳞片上部是深绿色，下部黄色。腹面黄色，头部和尾部的腹面具有黑灰色斑点。

## 保护
本种于2023年被收录入《有重要生态、科学、社会价值的陆生野生动物名录》。